# 春暁斎北晴
春暁斎 北晴（しゅんぎょうさい ほくせい、生没年不詳）とは、江戸時代の大坂の浮世絵師。

## 来歴
春好斎北洲の門人、大坂の人。作画期は文政9年（1826年）からその翌年頃にかけてで、役者絵を残している。

## 作品
- 「与茂七女房おそて・藤川友吉　直助・嵐団八　佐藤与茂七・尾上菊五郎」　大判錦絵2枚続　池田文庫所蔵　※文政9年正月、大坂角の芝居『いろは仮名四谷怪談』より
- 「中村芝翫・佐竹新十郎」　大判錦絵3枚続の内　早稲田大学演劇博物館所蔵　※文政10年正月、角の芝居『けいせい遊山桜』より。春曙斎北頂、青陽斎春子との合作